# João Alexandre Duarte Ferreira Fernandes
João Alexandre Duarte Ferreira Fernandes, meglio conosciuto come Neca (Lisbona, 31 dicembre 1979), è un allenatore di calcio ed ex calciatore portoghese, di ruolo centrocampista, tecnico in seconda del Marítimo.

## Carriera

### Club
Dopo aver giocato con numerosi club portoghesi e turchi, nel 2010 si è trasferito al Vitória Setúbal.

### Nazionale
Nel 2002 ha ottenuto 2 presenze con la Nazionale portoghese